# 런던한국영화제
런던한국영화제(The London Korean Film Festival)는 영화진흥위원회의 지원을 받아 2006년에 시작되어 주영한국문화원이 추최하는 영화제이다.